# Concistori di papa Gregorio XI

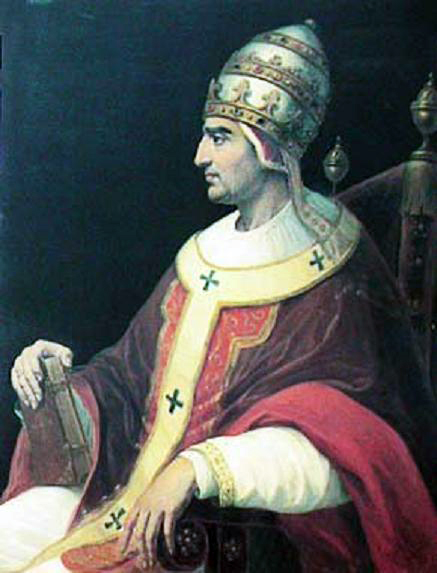
Henri Auguste César Serrure, Ritratto di papa Gregorio XI (XIX secolo); olio su tela, Palazzo dei Papi, Avignone.

Questa voce raccoglie l'elenco completo dei concistori per la creazione di nuovi cardinali presieduti da papa Gregorio XI, con l'indicazione di tutti i cardinali creati su cui si hanno informazioni documentarie (21 nuovi cardinali in 2 concistori). I nomi sono posti in ordine di creazione.

## 30 maggio 1371 (I)
- Pedro Gómez Barroso il Giovane, arcivescovo di Siviglia; creato cardinale presbitero di Santa Prassede (morto nel giugno 1374)
- Jean de Cros, vescovo di Limoges; creato cardinale presbitero dei Santi Nereo e Achilleo (morto nel novembre 1383)
- Bertrand de Cosnac, C.R.S.A., vescovo di Comminges; creato cardinale presbitero di San Marcello (titolo ricevuto nel marzo 1372) (morto nel giugno 1374)
- Bertrand Lagier, O.F.M., vescovo di Glandèves; creato cardinale presbitero di Santa Prisca (morto nel novembre 1392)
- Robert de Genève, vescovo di Cambrai; creato cardinale presbitero dei Santi XII Apostoli; poi eletto Antipapa Clemente VII il 20 settembre 1378, primo dell'obbedienza avignonese (morto nel settembre 1394)
- Guillaume de Chanac, O.S.B., vescovo di Mende; creato cardinale presbitero di San Vitale (morto nel dicembre 1383)
- Jean Lefèvre, vescovo di Tulle; creato cardinale presbitero di San Marcello (morto nel marzo 1372)
- Jean de La Tour, O.S.B.Clun., abate del Saint-Benoît-sur-Loire; creato cardinale presbitero di San Lorenzo in Lucina (morto nell'aprile 1374)
- Giacomo Orsini, protonotario apostolico; creato cardinale diacono di San Giorgio in Velabro (morto nell'agosto 1379)
- Pierre Flandrin, referendario apostolico, decano di Bayeux; creato cardinale diacono di Sant'Eustachio (morto nel gennaio 1381)
- Guillaume Noellet, referendario apostolico, arcidiacono della Cattedrale di Chartres; creato cardinale diacono di Sant'Angelo in Pescheria (morto nel luglio 1394)
- Pierre de la Vergne, referendario apostolico, arcidiacono della Cattedrale di Rouen; creato cardinale diacono di Santa Maria in Via Lata (morto nell'ottobre 1403)

## 20 dicembre 1375 (II)
- Pierre de la Jugée, O.S.B.Clun., nipote del Papa, arcivescovo di Narbona e di Rouen; creato cardinale presbitero di San Clemente (morto nel novembre 1376)
- Nicolò Montaperto, arcivescovo di Palermo;
- Simon da Borsano, arcivescovo di Milano; creato cardinale presbitero dei Santi Giovanni e Paolo (morto nell'agosto 1381)
- Hugues de Montrelais, vescovo di Saint-Brieuc; creato cardinale presbitero dei Santi Quattro Coronati (morto nel febbraio 1384)
- Jean de Bussière, O.Cist., abate generale di Cîteaux; creato cardinale presbitero (morto nel settembre 1376, senza aver mai ricevuto il titolo)
- Guy de Malesec, vescovo di Poitiers; creato cardinale presbitero di Santa Croce in Gerusalemme (morto nel marzo 1412)
- Jean de La Grange, O.S.B., vescovo di Amiens; creato cardinale presbitero di San Marcello (morto nell'aprile 1402)
- Pierre de Sortenac, vescovo di Viviers; creato cardinale presbitero di San Lorenzo in Lucina (morto nell'agosto 1390)
- Gérard du Puy, O.S.B.Clun., abate del monastero di Montmajour, governatore del Patrimonio di San Pietro; creato cardinale presbitero di San Clemente (titolo ricevuto nel febbraio 1377) (morto nel febbraio 1389)
- Pedro Martínez de Luna y Pérez de Gotor, prevosto della Cattedrale di Valencia; creato cardinale diacono di Santa Maria in Cosmedin; poi eletto Antipapa Benedetto XIII il 28 settembre 1394, come successore dell'antipapa Clemente VII nell'obbedienza avignonese. Deposto una prima volta dal Concilio di Pisa nel giugno 1409, e di nuovo dal Concilio di Costanza nel luglio 1417, non riconobbe tali deposizioni (morto nel novembre 1422 o nel maggio 1423)

## Fonti
- (EN) Current and historical information about the Bishops and Dioceses of the Catholic Hierarchy around the world, su catholic-hierarchy.org.
- (EN) Salvador Miranda, Gregory XI, su fiu.edu – The Cardinals of the Holy Roman Church, Florida International University. URL consultato il 29 luglio 2015.